# Soul Glo
I Soul Glo sono un gruppo hardcore punk statunitense formatosi nel 2014 a Philadelphia. È composto da Pierce Jordan (voce), GG Guerra (chitarra, programmazione) e TJ Stevenson (batteria).

## Storia
La band inizialmente era un quartetto formato da Pierce Jordan, Jamie Sokol, Ruben Polo ed Ethan Brennan. 
Nel 2019 pubblicano The Nigga in Me is Me e nel 2020 Songs to Yeet at the Sun.
Nel 2021 la band firma per Epitaph Records, pubblicando i due volumi di DisNigga.
Nel 25 Marzo 2022 pubblicano l'album Diaspora Problems.

## Formazione

### Attuale
- GG Guerra (chitarra, programmazione)
- TJ Stevenson (batteria)

- Pierce Jordan (voce)

## Discografia

### Album
- Untitled (2015)
- Unititled LP(2016)
- The Nigga in Me is Me (2019)
- Diaspora Problems (2022)

### Ep
- Songs to Yeet at the Sun (2020)
- DisNigga, Vol. 1 (2021)
- DisNigga, Vol. 2 (2021)